# 점막 분비물
점막 분비물은 코, 눈, 입에서 나오는 분비물을 가리키며 특히 잠을 자는 동안 자연스레 분비되는, 액체로 된 물질을 두루 일컫는 말이다. 여기에는 이를테면 콧물과 눈물을 포함한다. 눈에서 흘러나온 점막 분비물은 특히 눈곱을 가리키는 경우가 일반적이다.

## 같이 보기
- 체액
- 눈물
- 비루 (증상)